# Xonox
Xonox war ein US-amerikanisches Entwicklerstudio (Tochtergesellschaft des Tonträgerunternehmens K-Tel), das Mitte der 1980er-Jahre Spiele-Steckmodule für die Spielekonsolen Atari 2600 und ColecoVision sowie für die Homecomputer Commodore VC 20 und Commodore 64 veröffentlichte. Neu an diesen Steckmodulen war, dass sie jeweils zwei Spiele enthielten, die über zwei verschiedene Stecker an den Enden zugänglich waren (sogenannte Double-enders).
Die Qualität der Spiele selbst war eher durchschnittlich; einige davon wurden später auch auf einfachen Modulen verkauft.
Wie viele damalige kleinere Computerspiele-Unternehmen musste auch Xonox im sogenannten Video Game Crash 1983 Insolvenz anmelden. Vor Xonox hatte auch das Unternehmen Playaround Module mit zwei Spielen angeboten, die als Double-enders vertrieben wurden.

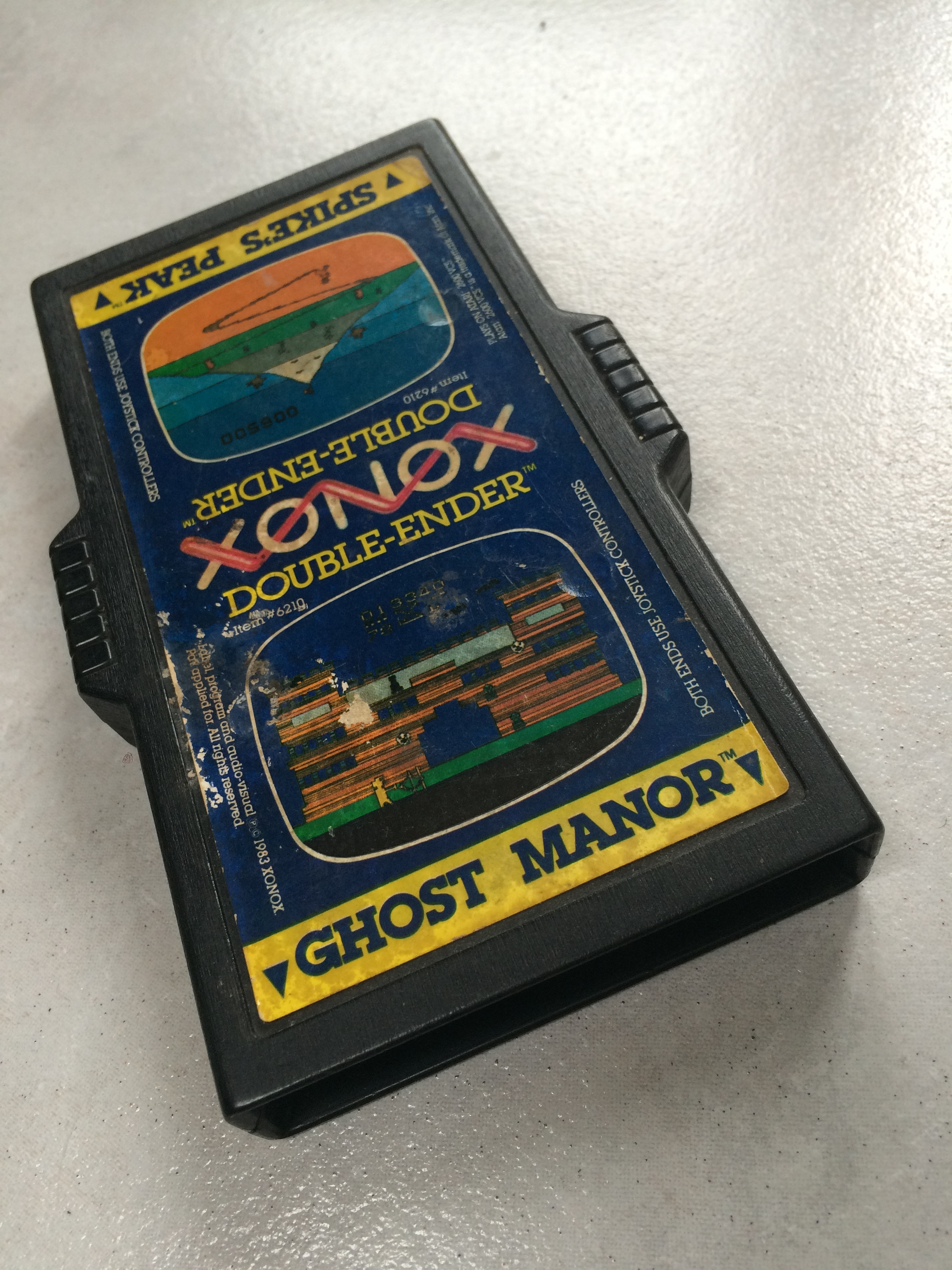
Xonox-Cartridge

## Veröffentlichte Spiele

### Atari 2600

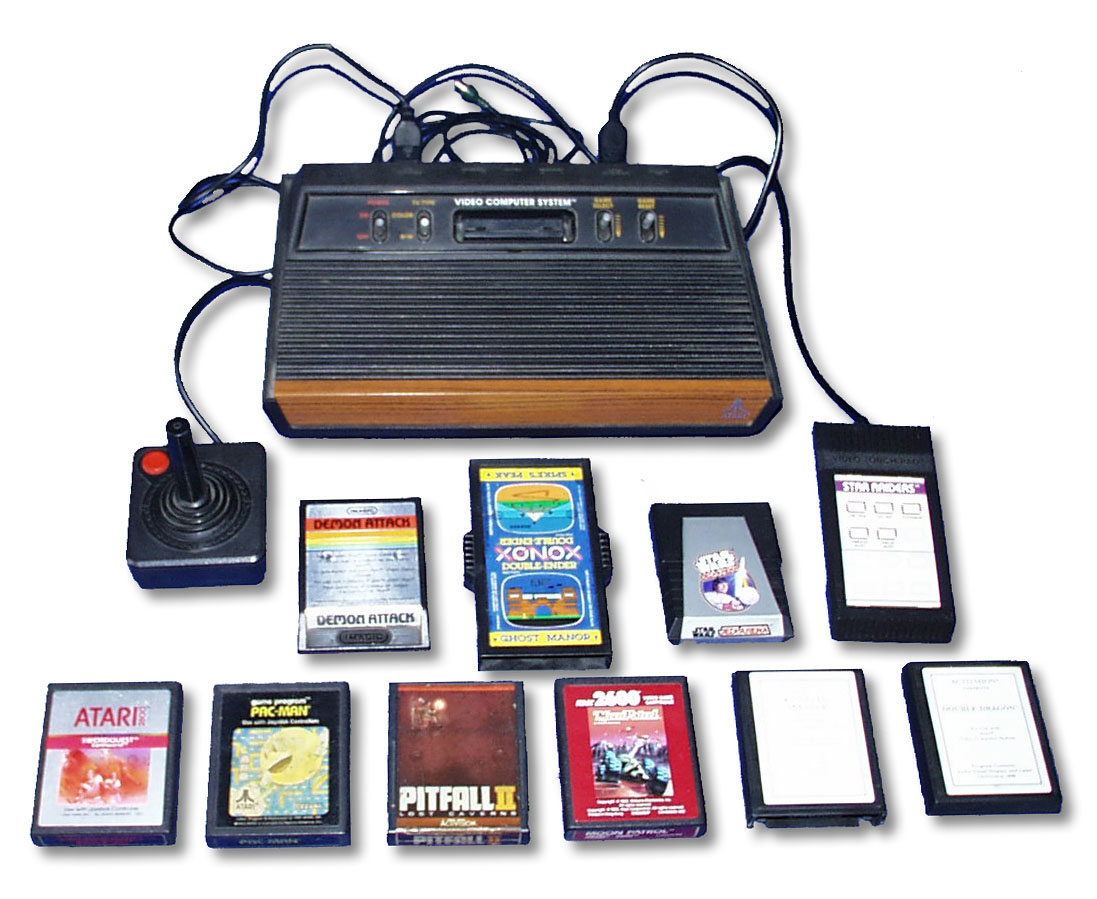
Eine Xonox-Cartridge (obere Reihe, Mitte)

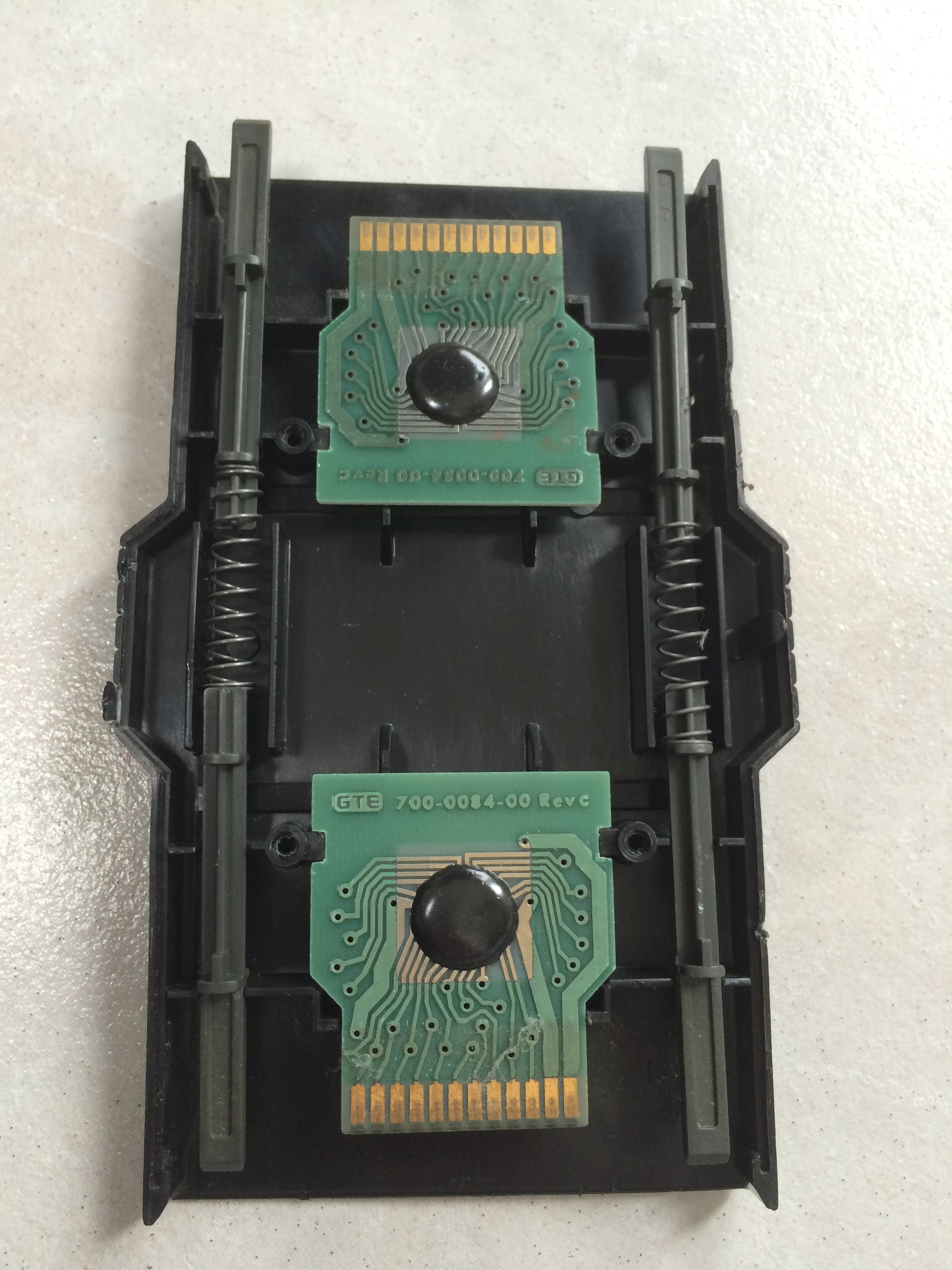
Innenansicht einer Xonox-Cartridge

- Artillery Duel/Chuck Norris Superkicks
- Artillery Duel/Ghost Manor
- Artillery Duel/Spike's Peak
- Artillery Duel/Super Kung Fu
- Artillery Duel
- Chuck Norris Superkicks/Ghost Manor
- Chuck Norris Superkicks/Spike's Peak
- Chuck Norris Superkicks
- Ghost Manor/Spike's Peak
- Ghost Manor
- Motocross Racer
- Robin Hood/Sir Lancelot - The Joust
- Robin Hood/Super Kung Fu
- Sir Lancelot
- Spike's Peak
- Tomarc The Barbarian
- Tomarc the Barbarian/Motocross Racer (rar)

### ColecoVision
- Artillery Duel
- Artillery Duel/Chuck Norris Superkicks
- Chuck Norris Superkicks
- Motocross Racer/Tomarc the Barbarian
- Motocross Racer
- Robin Hood
- Robin Hood/Sir Lancelot
- Sir Lancelot
- „It's Only Rock n' Roll“

### Commodore VC 20
(alle 8K-Module, 1983)
- Spike's Peak/Ghost Manor
- Robin Hood/Sir Lancelot (Sir Lancelot vermutlich auch einzeln)
- Chuck Norris Superkicks/Artillery Duel
- Tomarc the Barbarian (1983: Atari 2600; 1984: CBS Colecovision, Commodore VC20, sehr rar, single-ender)

### Commodore 64
- Artillery Duel
- Chuck Norris Superkicks
- Ghost Manor
- Motocross Racer
- Robin Hood
- Sir Lancelot
- Spike's Peak
- Tomarc the Barbarian